# Свети Георги (Грачани)
Вижте пояснителната страница за други значения на Свети Георги.
„Свети Георги“ (на гръцки: Ναός Αγίου Γεωργίου) е средновековна православна църква в местността Грачани край южномакедонския град Велвендо, Егейска Македония, Гърция, част от Сервийската и Кожанска епархия.
Църквата е построена на пазарния път за Сервия. Времето на изграждане на храма не е известно, но в църквата има реликви, които свидетелстват, че е от XVI век. В архитектурно отношение представлява малък, каменен, еднокорабен храм. Днес църквата не е запазила стенописи.